# Holland Királyság (1806–1810)
A Holland Királyság (hollandul Koninkrijk Holland vagy korabeli helyesírással: Koningrijk Holland)  I. Napóleon francia császár döntése alapján létrejött rövid életű hollandiai államalakulat volt 1806 és 1810 között. Nem tévesztendő össze az 1813-ban létrejött és azóta is létező Holland Királysággal (Koninkrijk der Nederlanden).

## Története
A Holland Királyságot Napóleon hozta létre 1806-ban az ugyancsak francia bábállamként működő Batáviai Köztársaság utódállamaként. Királya Lajos, Napóleon öccse lett.
Bonaparte Lajos 1808-ban az ország fővárosát Hágából Amszterdamba helyezte át.
Ez alatt az idő alatt vezették be Hollandiában a metrikus rendszert, valamint a francia Code Napoléon hatására nagyszabású reformokat hajtottak végre az ország jogrendszerében, csakúgy mint Európa számos más országában.
Lajos király támogatta a holland művészeteket és a tudományt. Létrehozta a Királyi Tudományos Intézetet (a későbbi Holland Királyi Tudományos Akadémia) és a Királyi Könyvtárat. Ő kezdeményezte a Rijksmuseum megalapítását is, amely kezdeti időkben a Dam téri királyi palotában kapott helyet.
Napóleon fokozatosan egyre elégedetlenebb lett fivére uralkodásával, mivel Lajos igyekezett kedvezni alattvalóinak. Különösen elégedetlen volt a császár amiatt, hogy a hollandok nagyszabású csempésztevékenységet folytattak az angolokkal együttműködve az Északi-tengeren, megsértve ezzel a kontinentális zárlat politikáját.  
1810-ben Napóleon végül lemondatta öccsét, aki ugyan megpróbálta fiára, Napoléon-Louis Bonapartéra hagyományozni a trónt, de a császár néhány nap múlva bekebelezte az országot Franciaországba.

## Fordítás
- Ez a szócikk részben vagy egészben  a   Koninkrijk Holland című holland Wikipédia-szócikk ezen változatának fordításán alapul.  Az eredeti cikk szerkesztőit annak laptörténete sorolja fel. Ez a jelzés csupán a megfogalmazás eredetét és a szerzői jogokat jelzi, nem szolgál a cikkben szereplő információk forrásmegjelöléseként.

## Forrás
- ↑ Horst: Han van der Horst: Nederland: De vaderlandse geschiedenis van de prehistorie tot nu. (hollandul) Amszterdam: Prometheus. 2000.  ISBN 90 5333 766 0